# Свечин, Александр Андреевич
Александр Андреевич Свечи́н (1878, Одесса — 1938, Москва) — русский и советский военачальник, военный теоретик, публицист и педагог; автор классического труда «Стратегия» (1927), генерал-майор (1916), комдив (1936). В ходе сталинских репрессий в РККА обвинён в шпионаже и расстрелян. После смерти Сталина реабилитирован ().

## Биография
Родился в семье полковника Андрея Михайловича Свечина (1838 — после 1878), начальника штаба 34-й пехотной дивизии, закончившего военную службу в чине генерал-лейтенанта командиром 2-й бригады 18-й пехотной дивизии. Старший брат Михаил (1876—1969) — кавалерийский офицер (гвардейский кирасир), генерал-лейтенант, участник русско-японской, 1-й мировой и гражданской войн.

### Служба в Русской армии
Окончил Второй кадетский корпус (1895) и два класса Михайловского артиллерийского училища по I разряду (1897). В августе 1897 года произведён в подпоручики с назначением в 46-ю (с января 1898 года — 43-я) артиллерийскую бригаду Виленского военного округа, где проходил службу до апреля 1900 года в должностях помощника заведующего бригадной учебной командой и дивизионного адъютанта. С 1899 года публиковался в прессе, подписываясь инициалами «А. С»: Окончил Николаевскую Академию Генерального штаба в 1903 году по I разряду, причислен к Генеральному штабу. Участник Русско-японской; (командир роты 22-го Восточно-Сибирского полка, обер-офицер для поручений при штабе 16-го армейского корпуса, затем при управлении генерал-квартирмейстера 3-й Маньчжурской армии) и Первой мировой (для поручений при начальнике штаба Верховного Главнокомандующего, командир 6-го Финляндского стрелкового полка, начальник штаба 7-й пехотной дивизии, начальник отдельной Черноморской морской дивизии сформированной в 1916 году для будущей десантной операции по захвату проливов и дислоцировавшейся в Таврической губернии, и. д. начальника штаба 5-й армии) войн. Последнее воинское звание в русской императорской армии — генерал-майор (1916 г.).

### Служба в РККА
С марта 1918 года перешёл на сторону большевиков. Был сразу назначен военным руководителем Смоленского района Западной завесы, затем — начальник Всероссийского главного штаба. Вступил в разногласия с Главнокомандующим вооружёнными силами Советской республики Иоакимом Вацетисом. Председатель Революционного военного совета республики Лев Троцкий, наслышанный о склонности Свечина к научной работе и желавший устранить конфликт, назначил его преподавателем Академии Генерального штаба РККА. С октября 1918 года Свечин работает в Академии Генштаба (с 1921 года — Военная академия РККА), занимает пост главного руководителя военных академий РККА по истории военного искусства и по стратегии.
Академик РАН, 6-й секретарь Совета безопасности РФ А. А. Кокошин отмечает, что Свечина «отличала исключительная гражданская и научная честность, трезвость в суждениях»

### Репрессии
Арестовывался в 1930 году по делу «Национального центра», но был отпущен. Повторно арестован в феврале 1931 года по делу «Весна» и осуждён в июле на 5 лет лагерей. Однако уже в феврале 1932 года был освобождён. В соответствии с архивными данными ФСБ РФ, используемыми в специальной монографии А. А. Кокошина о Свечине, последний был арестован в 1931 году постановлением некоего Морякова, уполномоченного 4-го отдела Особого отдела ОГПУ, который обвинил Александра Андреевича в «к/р (контрреволюционной. — А. К.) деятельности». При повторном рассмотрении дела Свечина в ОГПУ выяснилось, что Свечин «по существу предъявленного ему обвинения не допрашивался» и никаких доказательств его вины, кроме его показаний на семи допросах в феврале—марте 1931 года, не имеется. При этом отмечалось, что «показания Свечина неконкретны, в них в основном написаны его настроения после октябрьской Социалистической революции, встречи с другими б/офицерами (бывшими. — А. К.) царской армии и разговоры, которые они между собой». Вернулся на службу в РККА: сначала в Разведывательном управлении Генерального штаба, затем — во вновь образованной в 1936 году Академии Генерального штаба РККА. Последнее воинское звание в РККА — комдив.
По архивным данным Главного разведывательного управления Генерального штаба ВС РФ, приводимым А. А. Кокошиным, в аттестации Свечина отмечалась весьма плодотворная работа Свечина в центральном аппарате советской военной разведки. В частности, в этом документе говорилось следующее: «Свечин выполнял ряд работ по специальным заданиям, из которых наиболее актуальны:
1. Очерк истории военного искусства в Японии.
2. Военно-географическое описание Маньчжурии.
3. Военно-географическое описание Кореи.
4. Справочник по вооруженным силам Японии.
5. Ряд справок и докладов по русско-японской войне 1904—1905 гг. и японской военной доктрине».
При этом отмечалось, что Свечин «в повседневной работе проявляет высокую производительность труда исполнительность, аккуратность и дисциплинированность. Его консультации и разработки приносят большую пользу делу».
Кокошин пишет о том, что в 1936 году встал вопрос о переводе Свечина вновь на преподавательскую работу, это решалось на уровне наркома обороны. Руководство Разведуправления РККА предприняло большие усилия, чтобы сохранить его в составе этого подразделения наркомата обороны. В докладной записке на имя наркома обороны Маршала Советского Союза К. Е. Ворошилова от 13 мая 1936 года тогдашний начальник Разведуправления РККА комкор С. П. Урицкий писал: «Состоящего в распоряжении Разведывательного управления комдива Свечина предполагают назначить руководителем в Академию Генерального штаба. Прошу Вас, товарищ Народный комиссар, не санкционировать этого перемещения». Урицкий обосновывал это, в том числе, следующими соображениями: «Комдив Свечин отлично знает западный и дальневосточный театр и является основным работником информации, обеспечивающим представление грамотных материалов»; «кроме того, комдив Свечин располагает и разведывательным опытом; в своё время Свечин выполнял агентурную работу в Восточной Пруссии, обладает опытом, который ценен для Разведывательного управления». Общее заключение Урицкого было таково: «…перевод комдива Свечина в Академию Генштаба нецелесообразен…» На данную докладную была получена следующая резолюция наркома Ворошилова: «К сожалению, я не могу согласиться с В. доводами — т. Свечина нужно откомандировать в АГШ. К.В. 19.5.36 г.». Против этого решения Урицкий уже возражать не мог.
Последний арест последовал 30 декабря 1937 года. В ходе следствия Свечин ни в чём не сознался и никого не оговорил. Подписан к репрессии по первой категории (расстрел) в списке «Москва-центр» от 26 июля 1938 года на 139 человек, № 107, по представлению И. И. Шапиро. Приговорён Военной коллегией Верховного суда СССР 29 июля 1938 года по обвинению в участии в контрреволюционной организации, подготовке террористов.
Расстрелян и похоронен на «Коммунарке» (Московская область) 29 июля 1938 года. Реабилитирован 8 сентября 1956 года.

## Научная деятельность
Определяющее влияние на взгляды и военно-теоретические поиски Свечина оказали работы А. В. Суворова, А. И. Хатова, Н. В. Медема, П. А. Языкова, М. И. Драгомирова, Н. П. Михневича, Ю. Верди-дю-Вернуа, Х. Дельбрюка, К. фон Клаузевица и других.

### Вклад в военную науку
Исследователи научного наследия Свечина называют его «русским Клаузевицем». А. А. Свечин внёс значительный вклад в развитие военной науки и военного искусства. В 1920-х годах А. А. Свечин выдвинул концепцию стратегической обороны, или «стратегии измора», предсказав, что ближайшая будущая война будет вестись на истощение военных и экономических ресурсов её участников. Учёный полагал, что для точного прогноза будущих войн и их последствий важно не только посчитать, сколько у врага оружия и техники, но и правильно оценить промышленно-экономический потенциал своей страны, равно как и неприятеля. Поэтому исследованию проблемы экономической мобилизации и влиянию экономики на ход войны Свечин уделял особенное внимание. Выдающийся теоретик утверждал, что в будущем войны, в которых столкнутся сильные противники, будут принимать затяжной характер с использованием разнообразных форм вооружённой борьбы. Свечин и его сторонники всячески предостерегали от упования на быстрые успехи в расчёте на реализацию идей «стратегии сокрушения», которая якобы позволит решить исход войны блестящей серией наступательных операций в кратчайшие сроки. Кроме того, Свечин ввёл в научный оборот понятие «оперативное искусство» и обосновал объективные предпосылки его зарождения как связующего звена между стратегией и тактикой, чем способствовал возникновению новой самостоятельной области военного искусства. Также в своих работах А. А. Свечин развил идею «перманентной мобилизации», которая сыграла ключевую роль в событиях 1941—1942 гг. Помимо прочего, Свечин разработал, конкретизировал и ввёл в научный оборот понятия: «политическое оружие», «политическое разложение», «политическая устойчивость», «политическая подготовка к войне» и другие. По мнению учёного, война представляет собой «не лекарство от внутренних болезней государства, а серьёзнейший экзамен здоровья внутренней политики».
Многие его прогнозы во Второй мировой войне оправдались. В частности, А. А. Свечин ещё в 1925 году указал на Польшу как точку начала новой мировой войны. Учёный неоднократно обращал внимание на возможность захвата противником части территории СССР и в связи с этим считал, что промышленность страны должна быть сосредоточена на Урале, так как этот регион будет сравнительно мало уязвим во время ведения боевых действий с внешним противником. Предостерегал также от дальнейшей концентрации промышленности и населения в Ленинграде, уязвимом для окружения из-за его географического положения.
Генерал-полковник В. М. Барынькин писал о предвидениях Свечина: «Взгляды Свечина на характер будущей войны, влияние на её ход и исход всей совокупности политических, экономических и военно-технических возможностей противоборствующих сторон, многовариантность планирования стратегических действий, их характер с началом войны и т. д. в целом оказались правильными и в значительной мере подтвердились в годы Второй мировой войны».
Кокошин, говоря о последствиях отказа от учета военно-научных исследований Свечина в советской военной стратегии, отмечал: «Игнорирование высшим государственно-партийным руководством и командованием РККА разработок А. А. Свечина по военной стратегии исключительно дорого стоило нашей стране — оно привело к дополнительным многомиллионным потерям нашего народа в войне 1941—1945 гг., к гигантскому материальному ущербу, утрате огромных, не восстанавливаемых культурных ценностей… Можно с высокой степенью уверенности говорить о том, что реализация глубоко проработанных предложений Свечина применительно к начальному периоду Великой Отечественной войны привела бы к гораздо более раннему разгрому гитлеровской военной машины».
А. А. Свечин считал важным системный подход к изучаемым явлениям. Выступал против слепого подражания авторитетам и бездумного следования шаблонам. Постоянно подчёркивал глубокую диалектическую взаимосвязь боевой практики, теории и истории. Труды А. А. Свечина до сегодняшнего дня не утратили своей актуальности, представляют ценность для современной системы военных знаний и являются предметом изучения.
Главным научным трудом А. А. Свечина является его монография «Стратегия», увидевшая свет двумя последовательными изданиями в 1926 и 1927 гг. А. А. Кокошин следующим образом оценил эту работу: «Труд Свечина „Стратегия“ высится во времени и пространстве как сложная, многомерная пирамида политико-военной, военно-стратегической, оперативной, тактической, военно-стратегической мысли, профессионализма, ответственности перед своим народом, перед нашими Вооружёнными силами, возвышающаяся над всем, что было создано до него и после него, вплоть до нашего времени. В этом труде Свечин помимо высоконаучного подхода к вопросам военной стратегии, тонкого знания нюансов этого предмета продемонстрировал многоплановое, поразительное видение и мировой политики, и мировой экономики и глубокое понимание особенности исторического развития нашей страны, нашего народа, нашей национальной психологии».
Военно-научное наследие А. А. Свечина состоит из 20 монографий, 256 статей, 192 рецензий и семи переводов.

## Отзывы современников
- Р. А. Муклевич: «Весьма талантливый человек, остроумный, пр. Свечин является ценнейшим профессором в Военной академии. Его занятия по стратегии, благодаря неизменной оригинальности замысла, всегда простого и остроумного, являлись в настоящем учебном году одним из больших достижений на старшем курсе (прикладные занятия по стратегии — отчётная работа командира корпуса), игра, которой пр. Свечин руководил на доп[олнительном] курсе, по оригинальности концепции, содержательности задания была чрезвычайно интересной и увлекла дополнительный курс постановкой проблем, близких к действительности, и весьма напоминающих, дающих прообраз будущих положений Красной Армии во время её развёртывания. <…> Свечин — самый выдающийся профессор Академии[6]».
- М. Н. Тухачевский: «Свечин марксистом не был и никогда им не хотел быть. В теоретических своих положениях Свечин всячески восстаёт против возможности наступления Красной Армии против капиталистических стран. Сознательно или бессознательно он является агентом интервенции империализма[10]».

## Награды
- Орден Святой Анны 4-й ст. с надписью «За храбрость» (23.06.1904);
- Орден Святого Станислава 3-й ст. с мечами и бантом (1905);
- Орден Святого Станислава 2-й ст. с мечами (1905);
- Орден Святой Анны 2-й ст. с мечами (1906);
- Орден Святого Владимира 4-й ст. (06.12.1909);
- Орден Святого Владимира 3-й ст. (22.10.1914);
- мечи к ордену Святого Владимира 3-й ст. (18.04.1916)
- Орден Святого Георгия 4-й ст. (ВП 21.10.1916);
- Георгиевское оружие (ВП 14.11.1916).

## Труды
- Тактические действия в горах по опыту русско-японской войны. — Б.м., 1906. — XI, 246 с.
- Война в горах. Тактическое исследование по опыту русско-японской войны: Со многими прим. из последней кампании. — СПб., 1906. — VIII, 128 с.: ил.
- Война в горах. Тактическое исследование по опыту русско-японской войны: Со многими прим. из последней кампании: В 2 ч. — 2-е изд., доп. и перераб. авт. — СПб.: В. Березовский, 1907. Ч. 1. — 140 с.: ил.; Ч. 2. — 64 с.: ил.
- Предрассудки и боевая действительность. — СПб., 1907. — 136 с.
- В Восточном отряде. От Ляояна к Тюренчену и обратно: Марши, встречи, бои, наблюдения. — Варшава, 1908. — 260 с.: схем.
- Воздухоплавание в Германии. — СПб., 1910. — 40 с.: ил.
- Русско-японская война 1904—05 гг. по документальным данным труда военной исторической комиссии и другим источникам. — СПб., 1910. — 387 с.: карт.
- Военные действия в Маньчжурии в 1904—05 гг. // История русской армии и флота. Вып. XIV: Русско-японская война. — М., 1912. — С. 59—182: ил.; схем.
- Тактические уроки Русско-японской войны. — СПб.: Офицерская стрелковая школа, 1912.
- Конспект II части курса военного искусства: Лекции, чит. в Акад. Генер. штаба РККА в 1919—20 г.г. — М.: Акад. Генер. штаба РККА, 1920: [РГВА. — Ф. 11. — Оп. 12. — Д. 17. — Л. 4].
- Полк в наступательном бою: (Бой на реке Икве 28 мая — 10 июня 1916 года) // Стрелковый журнал. — 1920. — № 1. — С. 41—77.
- Стрелковые доктрины и опыт войны // Стрелковый журнал. — 1920. — № 1. — С. 5—13. — Подпись: A. C.
- История военного искусства: [В 3 ч.]. — М.—Л.: Высш. воен. ред. совет, 1922—1923.; 2-е изд. — 1925.
- Стратегия. — М.: Госвоениздат, 1926; 2-е изд. — М.: Военный вестник, 1927.
  - Переиздание: М.: Кучково поле, 2003.
  - Переиздание: Искусство политики и войны: Наука стратегии. М.: Вече, 2018.
  - Переиздание: М.: Абрис, 2020.
  - Переиздание: М.: Концептуал, 2023.
  - Переиздание: М.: Родина, 2023.
  - Переиздание: Стратегия: Главный труд русского Клаузевица. М.: Яуза-пресс, 2023.
- Наполеоновские войны // Энциклопедический словарь русского библиографического института Гранат. — 7-е изд. — М., [1927]. — Т. 45. — Ч. 1. — Стб. 216—228.
- Эволюция военного искусства: В 2 т. — М.—Л.: Госиздат, 1927. — Т. I. — 383 с.; 1928. — Т. II. — 619 с.
  - Переиздание: [М.] : Акад. проект ; Кучково поле, 2002.
- Тактика // Энцикл. слов. рус. библиогр. ин-та Гранат. — М., [1929]. — Т. 41, ч. 6. — Стб. 718—727.
- Стратегия // Энцикл. слов. рус. библиогр. ин-та Гранат. — М., [1930]. — Т. 41, ч. 4.
- Искусство вождения полка по опыту войны 1914—18 гг.. — М.—Л.: Госиздат, отдел военной литературы, 1930. — Т. I. — 216 с.
  - Переиздание: М.: Ассоц. Воен.кн.; Кучково поле, 2005.
  - Переиздание: М.: Кучково поле, 2014.
  - Переиздание: М.: Родина, 2024.
- Клаузевиц. — М.: Жургазобъединение, 1935. — 288 с.: ил. — (Жизнь замечательных людей. Сер. биогр.; Вып. 13—14 (61—62)).
- Стратегия XX века на первом этапе: Планирование войны и операций на суше и на море в 1904—1905 гг. — М.: Акад. Генер. штаба РККА, 1937. — 140 с.

## Переводные труды
- Варшавские укрепления / (Пер. с нем ст. в № 10 «Militär-Wochenblatt», 1908 г.) // Сведения из области военного дела за границей. — Варшава, 1908. — № 11. — С. 65—72.
- Бранденбург Н. Е., кап. Указания для наступления ползком и самоокапывания в полевом бою / Пер. с нем. // Сведения из области военного дела за границей. — Варшава, 1908. — № 11. — Прил. — С. 1—16.
- Кюльман Ф. Германские идеи о подготовке и ведении боя / Пер. с франц. Генерального Штаба капитан А. Свечин // Сведения из области военного дела за границей. — Варшава, 1908. — № 12. — Прил. — С. 1—45.
- Лёффлер О., майор. Тактика санитарной службы на поле сражения / Пер. с нем. // Сведения из области военного дела за границей. — Варшава, 1908. — № 10. — Прил. — С. 1—76.; № 11. — Прил. — С. 77—125: черт., карт.
- Устав полевой службы германской армии: 22 марта 1908 г. / Пер. с нем. // Сведения из области военного дела за границей. — Варшава, 1908. — № 12. — С. 1—160. (Совместно с Е. Ф. Пестичем, В. А. Желтышевым, Н. С. Батюшиным и другими).
- Людендорф Э. Мои воспоминания о войне 1914—18 гг. / Пер. с нем. под ред. А. Свечина. — Т. 1—2. — М., 1923—1924.
- Стратегия в трудах военных классиков. — Т. 1. / Редакция, вступительная статья и комментарии А. Свечина. — М., 1924; Т. 2. / Под ред. А. Свечина. — М., 1926.
  - Переиздание: М.: Финансовый контроль, 2003. — 592 с.